# Hafen von Tokio
Der Hafen von Tokio ist der größte japanische Seehafen nach Containerumschlag (2019) und einer der größten Seehäfen des Pazifik. Er verfügt über drei Containerterminal, einen Passagierterminal und weitere Terminals. Er bedient eine Metropolregion von ca. 40 Millionen Menschen und beschäftigt über 30.000 Arbeiter und Angestellte.

## Geschichte
Der Vorläufer des Hafens von Tokio, der Edo-Hafen (Edo Minato), spielte eine sehr wichtige Rolle in der Geschichte des Seetransports Japans und als Verteilungspunkt für die Versorgung der Bevölkerung von Edo mit Waren. Während des Tokugawa-Shogunats war es dem Hafen von Tokio nicht erlaubt, sich für den internationalen Handel zu öffnen, obwohl der benachbarte Hafen von Yokohama bereits für diese Art von Handel offen war.
Die Entwicklung des Hafens wurde schließlich während der Meiji-Zeit durch ein Projekt gefördert, das die Mündung des Sumida-Flusses durch das Ausbaggern von Kanälen und die Gewinnung von Land verbessern sollte.
Das Kanto-Erdbeben im Jahr 1923 diente als Ausgangspunkt eines groß angelegten Terminalbauprojekts, das mit der Eröffnung des ersten Terminals, Hinode, im Jahr 1925 seinen Höhepunkt fand. Zusammen mit der Fertigstellung zweier weiterer Terminals, Shibaura und Takeshiba, wurde der Hafen von Tokio am 20. Mai 1941 für den internationalen Handel geöffnet.
Nach dem Zweiten Weltkrieg wurde die Entwicklung des Hafens zu einer lebenswichtigen Aufgabe für den Wiederaufbau der japanischen Industrie, und der Bau des Toyosu-Kohleterminals, des Harumi-Terminals und anderer Terminals begann nacheinande.
In den späten 1960er Jahren war das Containertransportsystem zu einem wichtigen Faktor in der weltweiten Schifffahrt geworden. Im Jahr 1967 wurde Nippon Container Terminals, Ltd. (NCT), der erste Containerterminal-Betreiber des Hafens (und Japans). Im selben Jahr wurde das erste Containerschiff, das einen japanischen Hafen anlief, von NCT abgefertigt. Dies trug maßgeblich dazu bei, den Hafen von Tokio als wichtigen internationalen Handelshafen zu etablieren.